# Redline (film, 2007)
Pour le film de 2010, voir Redline.
Pour plus de détails, voir Fiche technique et Distribution.
Redline est un film américain réalisé par Andy Cheng, sorti en 2007.

## Synopsis
Une jeune femme fan d'automobile se retrouve entrainée dans le monde des courses de rue clandestines.

## Fiche technique
- Titre : Redline
- Réalisation : Andy Cheng
- Scénario : Robert Foreman et Daniel Sadek
- Musique : Ian Honeyman et Andrew Raiher
- Photographie : Bill Butler
- Montage : David Blackburn et Dallas Puett (de)
- Production : Daniel Sadek
- Société de production : Chicago Pictures
- Société de distribution : Chicago Releasing (États-Unis)
- Pays :  États-Unis
- Genre : Action
- Durée : 102 minutes
- Dates de sortie : 
  -  États-Unis : 13 avril 2007

## Distribution
- Nathan Phillips : Carlo
- Nadia Björlin : Natasha
- Angus Macfadyen : Michael
- Eddie Griffin : Infamous
- Tim Matheson : Jerry Brecken
- Jesse Johnson : Jason
- Barbara Niven : Sally Martin
- Denyce Lawton : Mianda
- Neill Skylar : Mary
- Marc Crumpton : Trevor
- Faleolo Alailima : Diggs
- Hal Ozsan : Mike Z
- Todd Lowe : Nick
- Danica Dias : Tisha
- Michael Hagiwara : Marcus Cheng
- Christopher Backus : Tony Nefuse
- Aalok Mehta : Vikram
- Mary Elise Hayden : Liz Athen
- Armando Pucci : Flavio
- Doug Budin : Tommy
- Amber Lancaster : Angela
- David Dayan Fisher : Le Parrain

## Accueil
Le film a reçu un accueil défavorable de la critique. Il obtient un score moyen de 24 % sur Metacritic.